# Newfoundland (Schiff, 1925)
Die HMHS Newfoundland war ein britisches Hospitalschiff, das am 13. September 1943 vor der italienischen Hafenstadt Salerno einem Fliegerangriff von mehreren Dornier Do 217 K2 des Kampfgeschwaders 100 der deutschen Luftwaffe zum Opfer fiel. Das Schiff wurde am darauf folgenden Tag versenkt, da es zu schwer beschädigt war.

## Geschichte
Das 6791 BRT große Dampfschiff Newfoundland wurde auf der Werft Vickers-Armstrongs, Ltd. in Barrow-in-Furness für die britische Reederei Furness, Withy & Co. mit Sitz in West Hartlepool gebaut. Das 123,78 m lange und 16,89 m breite Schiff wurde als Passagier- und Frachtschiff für die Route Großbritannien–Kanada gebaut und lief am 15. Januar 1925 vom Stapel. Im Juni 1925 wurde es fertiggestellt. Die 1926 in Dienst gestellte RMS Nova Scotia (6.796 BRT) war ein baugleiches Schwesterschiff.
Zu Beginn des Zweiten Weltkriegs wurde der Dampfer als HMHS (His Majesty’s Hospital Ship) Newfoundland als Hospitalschiff eingesetzt. Sie beförderte verletzte Soldaten vom Vereinigten Königreich nach Kanada und brachte auf der Rückreise nach Europa genesene Einsatzkräfte zurück. Das Schiff verkehrte überwiegend zwischen Liverpool und Halifax. Nach der alliierten Invasion Italiens im September 1943 wurde die Newfoundland als Hospitalschiff der 8. Armee zugeteilt.

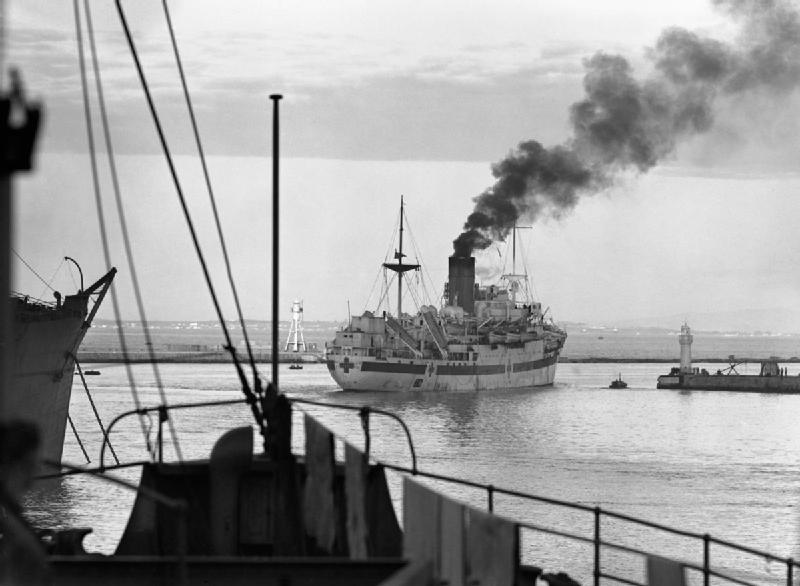
HMHS Newfoundland beim Auslaufen aus Algier, 1943.

Sie war eines von zwei Schiffen, die am 12. September 1943 insgesamt 103 amerikanische Krankenschwestern nach Salerno brachten. Kurz danach kam noch ein drittes Hospitalschiff hinzu. An diesem Tag wurden die drei Schiffe zweimal von deutschen Sturzkampfflugzeugen angegriffen. Aus diesem Grund wurde entschieden, dass die Newfoundland weit vor der Stadt vor Anker gehen und dort die Nacht abwarten sollte. In dieser Nacht war das Schiff hell erleuchtet, sodass das Rote Kreuz an ihrem Rumpf gut erkennbar war. Sie stand als Hospitalschiff unter dem Schutz der Genfer Konventionen. Am selben Abend fand ein Bord eine Feier zu Ehren des United States Navy Nurse Corps statt.
Am Montag, dem 13. September 1943, lag die Newfoundland unter dem Kommando von Kapitän John Eric Wilson, einem Träger des Order of the British Empire, etwa 40 Seemeilen vor Salerno vor Anker, als sie gegen 5 Uhr morgens von deutschen Dornier Do 217 K2 des Kampfgeschwaders 100 mit Seezielflugkörpern vom Typ Fritz X getroffen wurde. Die Sprengkörper schlugen auf dem Bootsdeck hinter der Kommandobrücke ein. Sämtliche Kommunikations- und Feuerbekämpfungsmittel wurden außer Kraft gesetzt. Die Ölbunker fingen Feuer und das Schiff ging in Flammen auf. An Bord waren neben der Besatzung amerikanische Krankenschwestern, 14 britische  Krankenschwestern des Queen Alexandra’s Imperial Military Nursing Service (QAIMNS), 34 Mediziner und zwei Patienten.

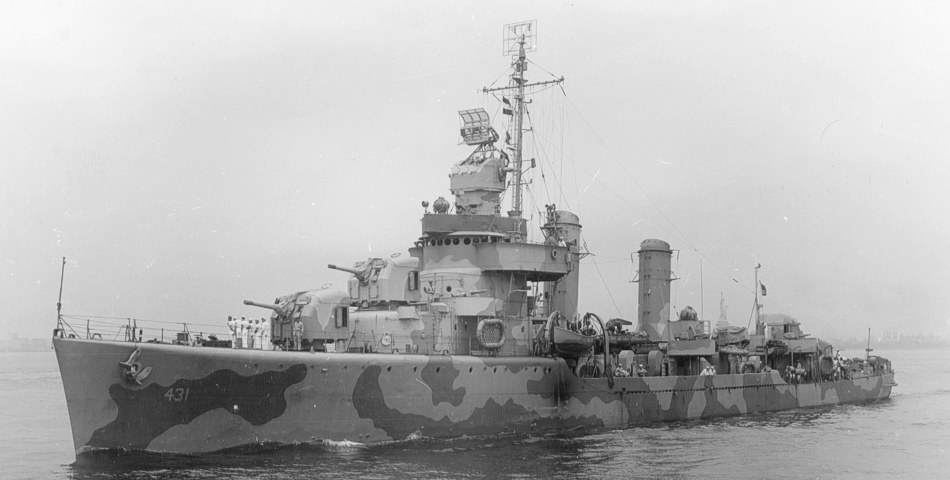
Der amerikanische Zerstörer USS Plunkett versenkte die durch den Luftangriff schwer beschädigte Newfoundland.

Während die USS Mayo, ein Zerstörer der United States Navy, die Besatzung, Patienten und Krankenschwestern an Bord nahm, blieb eine kleine Gruppe von Crewmitgliedern bestehend aus Kapitän Wilson und 17 weiteren Freiwilligen an Bord der Newfoundland, die 36 Stunden lang gegen das Feuer ankämpfte. Das Schiff war jedoch so weit zerstört, dass es von dem Zerstörer USS Plunkett auf das offene Meer geschleppt und dort versenkt wurde.
Sechs britische Krankenschwestern, vier Besatzungsmitglieder, fünf Ärzte und sechs weitere  Angehörige des medizinischen Personals kamen durch den Angriff der deutschen Luftwaffe ums Leben. Ein Grund für den Angriff wurde nie festgestellt. Es wird vermutet, dass die deutsche Luftwaffe die Newfoundland trotz ihres Anstrichs für einen Truppentransporter hielt oder dass die amerikanischen Krankenschwestern wegen ihrer grünen Uniformen für Soldaten gehalten wurden.